# Сон юного Вакха
«Сон юного Вакха» — картина итальянского художника Луки Джордано из собрания Государственного Эрмитажа.
На картине изображён юный Вакх, спящий под деревом на скальных уступах. Он окружён дикими и домашними животными и амурами-путто, которые успокаивают зверей. Покой Вакха также охраняет тигр, традиционно считающийся входящим в его свиту. У нижнего края немного левее центра подпись художника: Luca Giordano F.
Ранняя история картины неизвестна, считается что она написана около 1682 года во время пребывания Джордано во Флоренции. По мнению С. Н. Всеволожской, при изображении фигуры Вакха Джордано вдохновился античной скульптурой «Фавн Барберини», которая хранится в Мюнхенской глиптотеке. Существует эскизный рисунок спящего Вакха, он хранится в Британском музее. Рисунок-эскиз парной картины «Пьяный Силен» входит в собрание Дижонского музея изобразительных искусств; сама эта картина считается утраченной и известна лишь по копии из частного собрания в Нью-Йорке.
В середине 1730-х годов картина принадлежала канцлеру казначейства и премьер-министру сэру Роберту Уолполу. В 1779 году наследниками Уолпола собрание картин было продано императрице Екатерине II, и с 1779 года картина находится в Эрмитаже. Выставляется в зале 238 (Большой итальянский просвет) здания Нового Эрмитажа.
Существует гравюра с картины, созданная в Р. Ирломом и опубликованная Д. Бойделом в Лондоне в 1780 году. Один из сохранившихся отпечатков находится в собрании Британского музея.